# 邁克·梅杜倫
邁克爾·A·梅杜倫（英語：Michael A. Maturen；1964年10月9日—），通常稱為邁克·梅杜倫（英語：Mike Maturen），是2016年美國總統選舉中代表美國團結黨參選的候選人。

## 生平
梅杜倫1964年出生在一個羅馬天主教家庭，中學時期就讀道格拉斯麥克阿瑟中學（Douglas MacArthur High School），2002年在明尼蘇達神學研究院畢業（Minnesota Graduate School of Theology）。畢業後他從事銷售員和兼職魔術師，並出任哥伦布骑士会密歇根州地區代表。2012年，梅杜倫撰寫一本每週出版的靈修書——《新黎明：每周日常智慧》（A New Dawn: Weekly Wisdom From Everyday Life）。

## 總統競選和政治立場

選票獲得分布
列於選票
手寫獲得
不列於選票

2016年，梅杜倫代表美國團結黨出選2016年美國總統選舉。他是親生命主義者，反對墮胎和死刑。他聲稱自己為「完全的生命……不只是反墮胎」（"WHOLE life...not just anti-abortion"），也支持連帶及輔助等基督教民主主義。

### 支持者
- 彼得·勞勒（英语：Peter Lawler (academic)）（Peter Lawler）[8]，羅馬天主教政治學家
- 馬克·P·謝伊（Mark P. Shea）[9]，天主教辯護士

## 外部連結
- 美國團結黨網站 （页面存档备份，存于）